# Coppa del Mondo di salto con gli sci 1995
La Coppa del Mondo di salto con gli sci 1995, sedicesima edizione della manifestazione organizzata dalla Federazione Internazionale Sci, ebbe inizio il 10 dicembre 1994 a Planica, in Slovenia, e si concluse il 25 febbraio 1995 a Oberstdorf, in Germania. Furono disputate 21 gare individuali, tutte maschili, in 15 differenti località: 7 su trampolino normale, 11 su trampolino lungo e 3 su trampolino per il volo. Fu inserita nel calendario 1 gara a squadre, valida ai fini della classifica per nazioni.
Al termine della stagione si tennero a Thunder Bay i Campionati mondiali di sci nordico 1995, non validi ai fini della Coppa, il cui calendario terminò dunque nel mese di febbraio.
L'austriaco Andreas Goldberger si aggiudicò sia la coppa di cristallo, il trofeo assegnato al vincitore della classifica generale, sia il Torneo dei quattro trampolini, le cui prove furono ritenute valide anche ai fini della classifica di Coppa, sia la Coppa di volo. Espen Bredesen era il detentore uscente sia della Coppa generale, sia del Torneo.

## Risultati
| Data                          | Località               | Nazione   | Trampolino                | Spec. | Primo                                                                | Secondo                                                                              | Terzo                                                                    |
| ----------------------------- | ---------------------- | --------- | ------------------------- | ----- | -------------------------------------------------------------------- | ------------------------------------------------------------------------------------ | ------------------------------------------------------------------------ |
| 10 dicembre 1994              | Planica                | Slovenia  | Srednija K92              | NH    | Kazuyoshi Funaki                                                     | Andreas Goldberger                                                                   | Janne Ahonen                                                             |
| 11 dicembre 1994              | Planica                | Slovenia  | Srednija K92              | NH    | Andreas Goldberger                                                   | Mika Laitinen                                                                        | Lasse Ottesen                                                            |
| Torneo dei quattro trampolini |                        |           |                           |       |                                                                      |                                                                                      |                                                                          |
| 30 dicembre 1994              | Oberstdorf             | Germania  | Schattenberg K115         | LH    | Reinhard Schwarzenberger                                             | Andreas Goldberger                                                                   | Jens Weißflog                                                            |
| 1º gennaio 1995               | Garmisch-Partenkirchen | Germania  | Große Olympiaschanze K107 | LH    | Janne Ahonen                                                         | Andreas Goldberger                                                                   | Jani Soininen                                                            |
| 4 gennaio 1995                | Innsbruck              | Austria   | Bergisel K110             | LH    | Kazuyoshi Funaki                                                     | Andreas Goldberger                                                                   | Mika Laitinen                                                            |
| 6 gennaio 1995                | Bischofshofen          | Austria   | Paul Ausserleitner K120   | LH    | Andreas Goldberger                                                   | Roberto Cecon                                                                        | Dieter Thoma                                                             |
| 8 gennaio 1995                | Willingen              | Germania  | Mühlenkopf K120           | LH    | Andreas Goldberger                                                   | Kazuyoshi Funaki                                                                     | Dieter Thoma                                                             |
| 14 gennaio 1995               | Engelberg              | Svizzera  | Gross-Titlis-Schanze K120 | LH    | Roberto Cecon                                                        | Janne Ahonen                                                                         | Jani Soininen                                                            |
| 15 gennaio 1995               | Engelberg              | Svizzera  | Gross-Titlis-Schanze K120 | LH    | Roberto Cecon                                                        | Andreas Goldberger                                                                   | Janne Ahonen                                                             |
| 21 gennaio 1995               | Sapporo                | Giappone  | Miyanomori K90            | NH    | Andreas Goldberger                                                   | Janne Ahonen                                                                         | Ari-Pekka Nikkola                                                        |
| 22 gennaio 1995               | Sapporo                | Giappone  | Ōkurayama K115            | LH    | Nicolas Dessum                                                       | Takanobu Okabe                                                                       | Janne Ahonen                                                             |
| 28 gennaio 1995               | Lahti                  | Finlandia | Salpausselkä K90          | NH    | Andreas Goldberger                                                   | Jens Weißflog                                                                        | Jani Soininen                                                            |
| 28 gennaio 1995               | Lahti                  | Finlandia | Salpausselkä K115         | TL    | Finlandia Mika Laitinen Ari-Pekka Nikkola Jani Soininen Janne Ahonen | Austria Andreas Widhölzl Christian Moser Reinhard Schwarzenberger Andreas Goldberger | Giappone Naoki Yasuzaki Jin'ya Nishikata Kazuyoshi Funaki Takanobu Okabe |
| 29 gennaio 1995               | Lahti                  | Finlandia | Salpausselkä K115         | LH    | Jens Weißflog                                                        | Jakub Sucháček                                                                       | Kazuyoshi Funaki                                                         |
| 1º febbraio 1995              | Kuopio                 | Finlandia | Puijo K90                 | NH    | Toni Nieminen                                                        | Reinhard Schwarzenberger                                                             | Jens Weißflog                                                            |
| 4 febbraio 1995               | Falun                  | Svezia    | Lugnet K90                | NH    | Roberto Cecon                                                        | Takanobu Okabe                                                                       | Jens Weißflog                                                            |
| 5 febbraio 1995               | Falun                  | Svezia    | Lugnet K90                | NH    | Espen Bredesen                                                       | Jani Soininen                                                                        | Kazuyoshi Funaki Naoto Itō                                               |
| 8 febbraio 1995               | Lillehammer            | Norvegia  | Lysgårdsbakken K120       | LH    | Andreas Goldberger                                                   | Takanobu Okabe                                                                       | Roberto Cecon                                                            |
| 12 febbraio 1995              | Oslo                   | Norvegia  | Holmenkollen K110         | LH    | Andreas Goldberger                                                   | Takanobu Okabe                                                                       | Jens Weißflog                                                            |
| 18 febbraio 1995              | Vikersund              | Norvegia  | Vikersundbakken K175      | FH    | Andreas Goldberger                                                   | Takanobu Okabe                                                                       | Lasse Ottesen                                                            |
| 19 febbraio 1995              | Vikersund              | Norvegia  | Vikersundbakken K175      | FH    | Andreas Goldberger                                                   | Takanobu Okabe                                                                       | Roberto Cecon                                                            |
| 25 febbraio 1995              | Oberstdorf             | Germania  | Heini Klopfer K182        | FH    | Andreas Goldberger                                                   | Roberto Cecon                                                                        | Jens Weißflog                                                            |

Legenda:

NH = trampolino normale

LH = trampolino lungo

FH = volo con gli sci

TL = gara a squadre

## Classifiche

### Generale
| Pos. | Nome               | Nazione   | Punti |
| ---- | ------------------ | --------- | ----- |
| 1    | Andreas Goldberger | Austria   | 1571  |
| 2    | Roberto Cecon      | Italia    | 935   |
| 3    | Janne Ahonen       | Finlandia | 869   |
| 4    | Kazuyoshi Funaki   | Giappone  | 843   |
| 5    | Takanobu Okabe     | Giappone  | 821   |
| 6    | Jens Weißflog      | Germania  | 683   |
| 7    | Jani Soininen      | Finlandia | 606   |
| 8    | Ari-Pekka Nikkola  | Finlandia | 572   |
| 9    | Mika Laitinen      | Finlandia | 564   |
| 10   | Lasse Ottesen      | Norvegia  | 472   |

### Torneo dei quattro trampolini

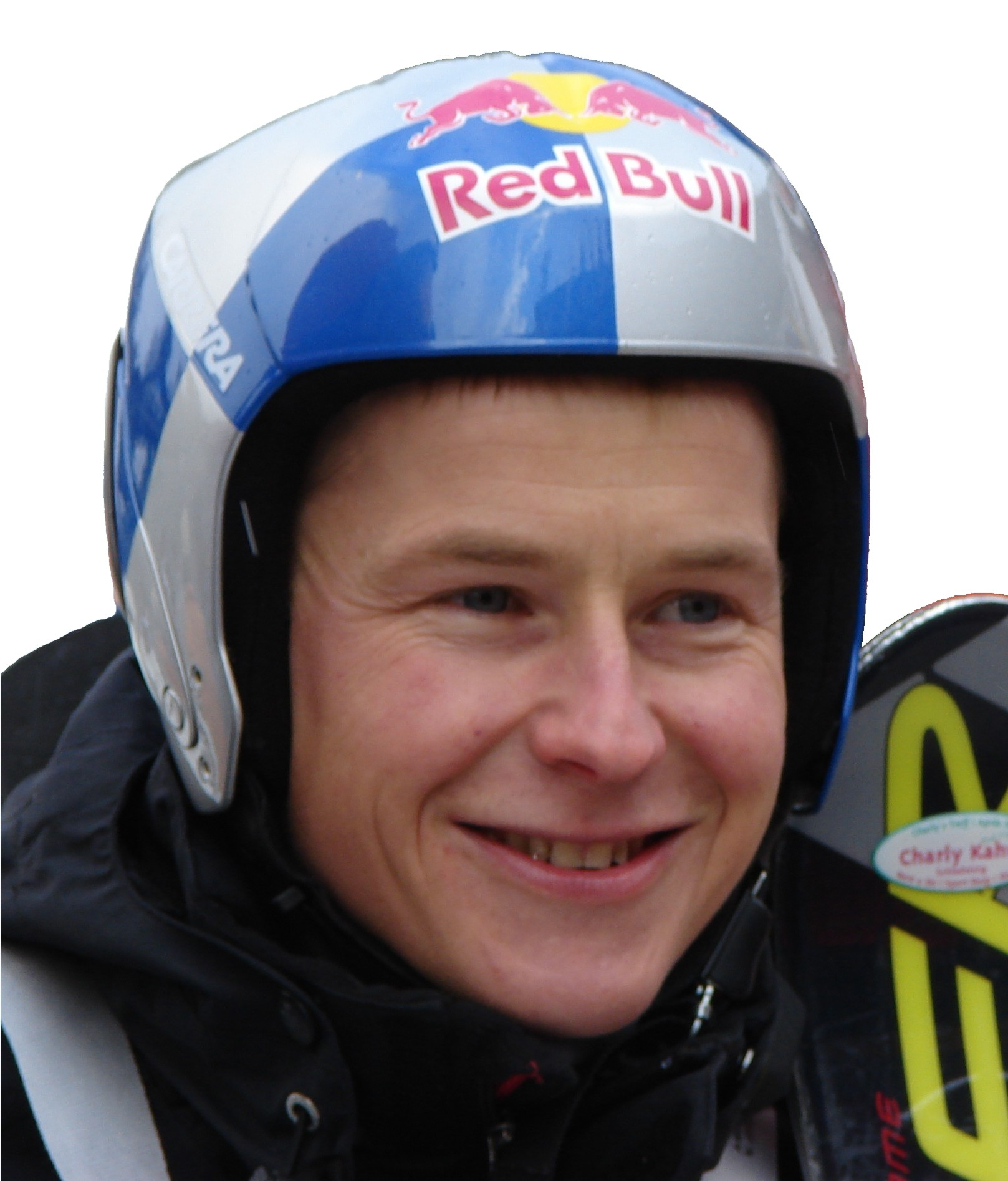
Andreas Goldberger

| Pos. | Nome               | Nazione   | Punti |
| ---- | ------------------ | --------- | ----- |
| 1    | Andreas Goldberger | Austria   | 955   |
| 2    | Kazuyoshi Funaki   | Giappone  | 932   |
| 3    | Janne Ahonen       | Finlandia | 896   |
| 4    | Ari-Pekka Nikkola  | Finlandia | 886   |
| 5    | Nicolas Dessum     | Francia   | 870   |

### Volo
| Pos. | Nome               | Nazione   | Punti |
| ---- | ------------------ | --------- | ----- |
| 1    | Andreas Goldberger | Austria   | 300   |
| 2    | Takanobu Okabe     | Giappone  | 189   |
| 3    | Roberto Cecon      | Italia    | 185   |
| 4    | Lasse Ottesen      | Norvegia  | 123   |
| 5    | Janne Ahonen       | Finlandia | 100   |

### Nazioni
| Pos. | Nazione   | Punti |
| ---- | --------- | ----- |
| 1    | Finlandia | 3457  |
| 2    | Austria   | 2689  |
| 3    | Giappone  | 2610  |
| 4    | Germania  | 1864  |
| 5    | Norvegia  | 1247  |